# 馬爾科·布拉奇
馬爾科·布拉奇（義大利語：Marco Bracci，1966年8月23日—），意大利前男子排球運動員。他主要活躍在1980年代後期和1990年代。他曾經四次參加奧運會的比賽。获得过多次世界冠军。